# キャンプ・フォスター

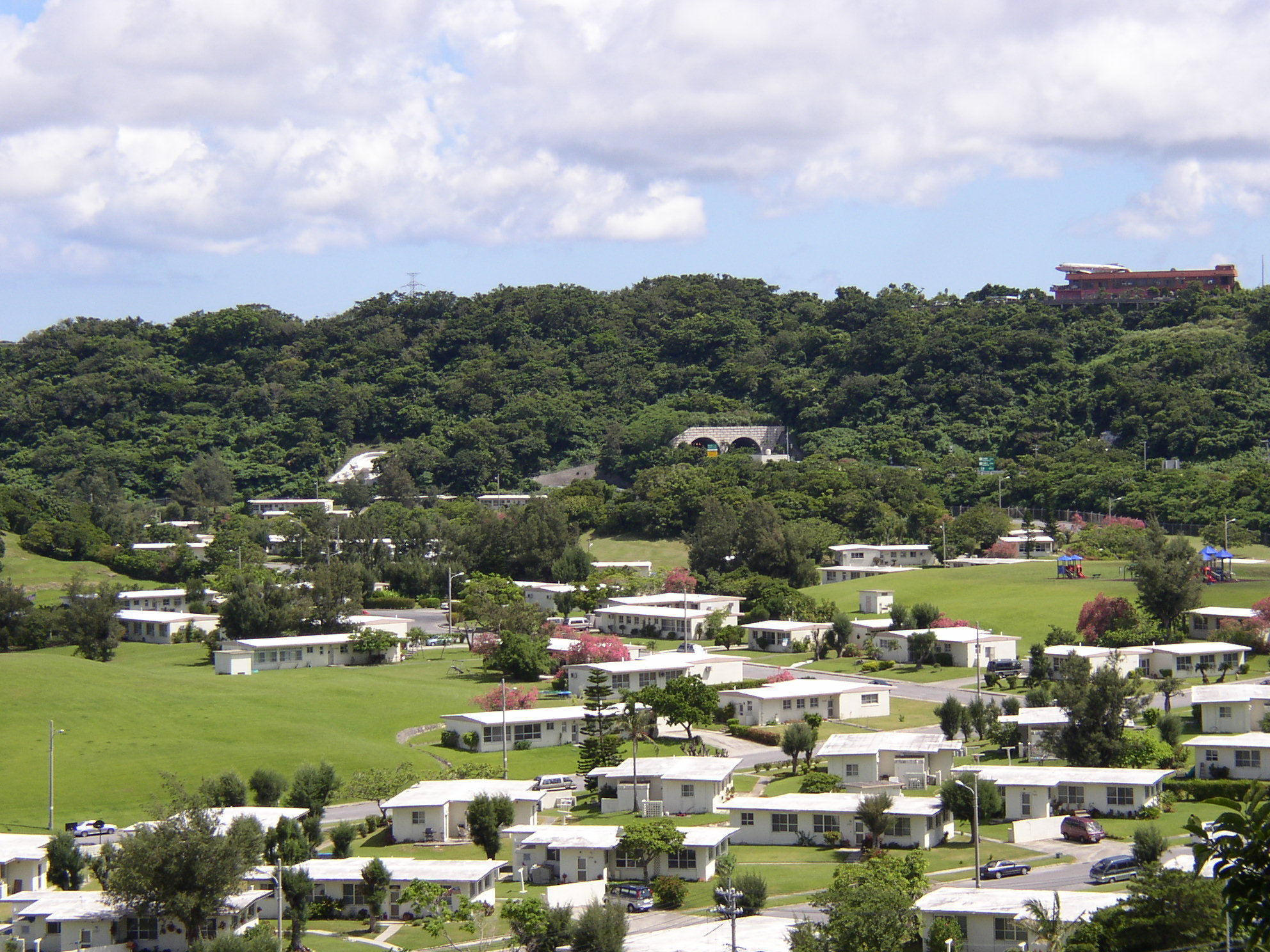
喜舎場ハウジングエリア

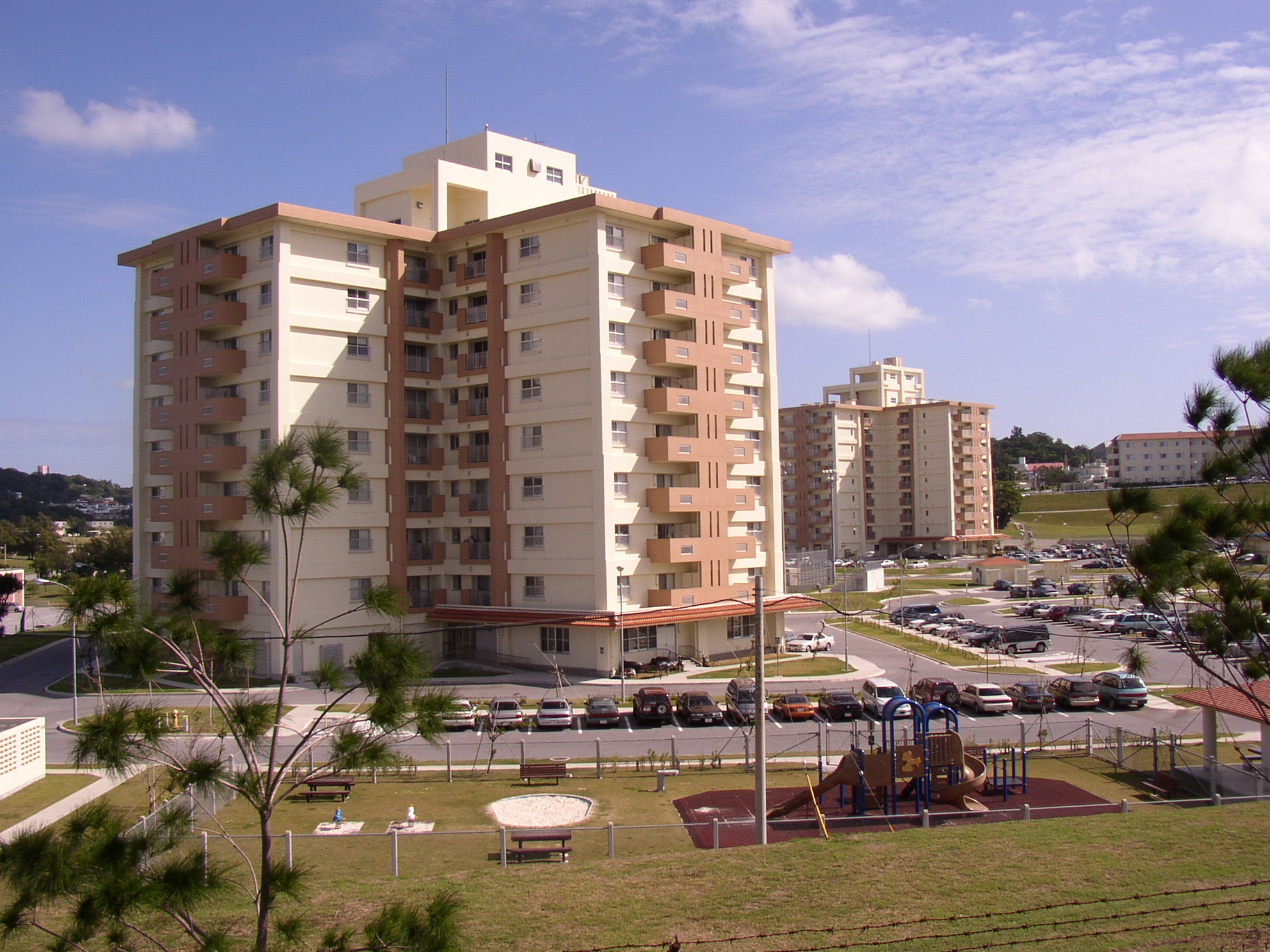
喜舎場ハウジングエリアの隊員用高層住宅

キャンプ・フォスター（英語: Camp Foster）、あるいはキャンプ瑞慶覧（キャンプずけらん）は、沖縄本島中部の沖縄市、宜野湾市、北谷町、北中城村にまたがる地域に位置する米軍基地で、在日米軍海兵隊の沖縄県における中枢機能を有している。

## 概要
沖縄戦で戦死したウィリアム・アドルバート・フォスター海兵隊一等兵にちなむ。キャンプ・コートニーと並ぶ在日海兵隊の中枢機能を有する。基地運営業務及び射撃場、訓練場などの施設管理を任務とする後方支援部隊と実戦部隊が駐留する海兵隊の主要施策を担っている。
- 面積：約7,960,000 m2（1972年）→ 5,341,000 m2（2020年現在[1]）
- 管理部隊名：海兵隊キャンプ・バトラー基地司令部
- 使用部隊名：米海兵隊太平洋基地司令部、海兵隊キャンプ・バトラー基地司令部及び同本部役務大隊、第3海兵遠征軍（第3戦闘兵站連隊、第1海兵航空団司令部・本部中隊・第17海兵航空団支援群）、米陸軍第58信号大隊司令部、家族住宅
- 使用主目的：宿舎、補助飛行場、通信所及び管理事務所[2]
- 地主数：5,147人（2012年現在）
- 年間賃借料：8,538百万円
- 駐留軍従業員数：2,404人[3]

1972年の沖縄返還協定 (A表) で以下の二つが統合された。
| 施設番号 | 名称           |                            |
| -------- | -------------- | -------------------------- |
| FAC6044  | キャンプ瑞慶覧 | キャンプ瑞慶覧             |
| FAC6044  | キャンプ瑞慶覧 | キャンプ・フォスター       |
| FAC6045  | 瑞慶覧通信所   | 瑞慶覧通信所 (瑞慶覧C地区) |

さらにキャンプ瑞慶覧はおおまかに幾つかのゾーンに分けることができる。
(1) バトラー地区
在沖海兵隊基地司令部で、バトラー司令部、第1海兵航空団司令部などの司令部を擁し、沖縄四軍調整官がいる。キャンプ･コートニーと並ぶ海兵隊の司令部基地となっている。
(2) バックナー地区
米陸軍フォート・バックナー基地と呼ばれ、第58信号大隊が置かれる。衛星通信用アンテナとして直径20mもある球体のレドームが4つ設置されている。
(3) プラザ地区
プラザ住宅地区とも。沖縄自動車道を挟み、東側のロウワー・プラザ住宅地区と西側のアッパー・プラザ住宅地区に分かれている。2013年4月5日、安倍晋三首相によって発表された「沖縄における在日米軍施設・区域に関する統合計画」(通称「嘉手納以南の基地返還計画」) でロウワー・プラザ住宅地区の返還計画が言及されている。
(4) フォスター地区
兵器等整備施設や各隊舎がある。
司令部事務所の他、兵舎や住宅、小中高校、消防署、郵便局、銀行、PX（売店）、診療所、娯楽施設、運動施設、教会など、日常生活に必要なものが揃っており、一つの街を形成している。
キャンプ瑞慶覧ではまた定期的に有害廃棄物処理および緊急対応の演習が行われている。化学物質の物理的特性、および除染の実践について40時間5日間の集中訓練など。

### 飛行場
キャンプ瑞慶覧には小飛行場が二つあったことが確認されている。
- ハンビー飛行場: 1945年に小飛行場として建設、1981年に返還された。
- 瑞慶覧飛行場: ハンビーから国道58号線を隔てたパレード広場にあった。1950年代までは小飛行場として使用されていた[6]。

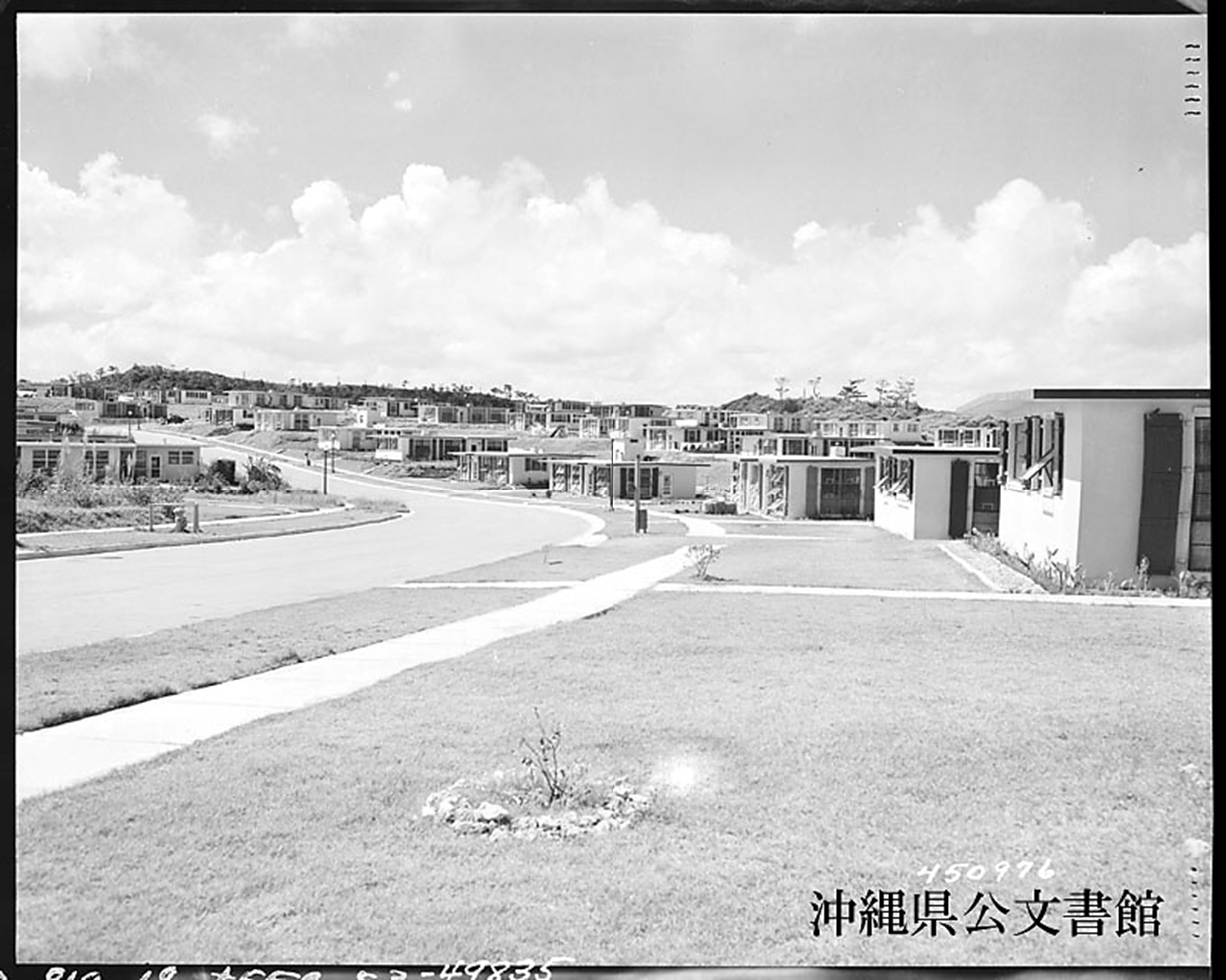
沖縄で銃剣とブルドーザーによる土地の強制接収が進行中であった1950年代に米軍はハウジング・エリアも整備拡張していた。1953年頃のキャンプ瑞慶覧の米軍住宅 (1953年9月)

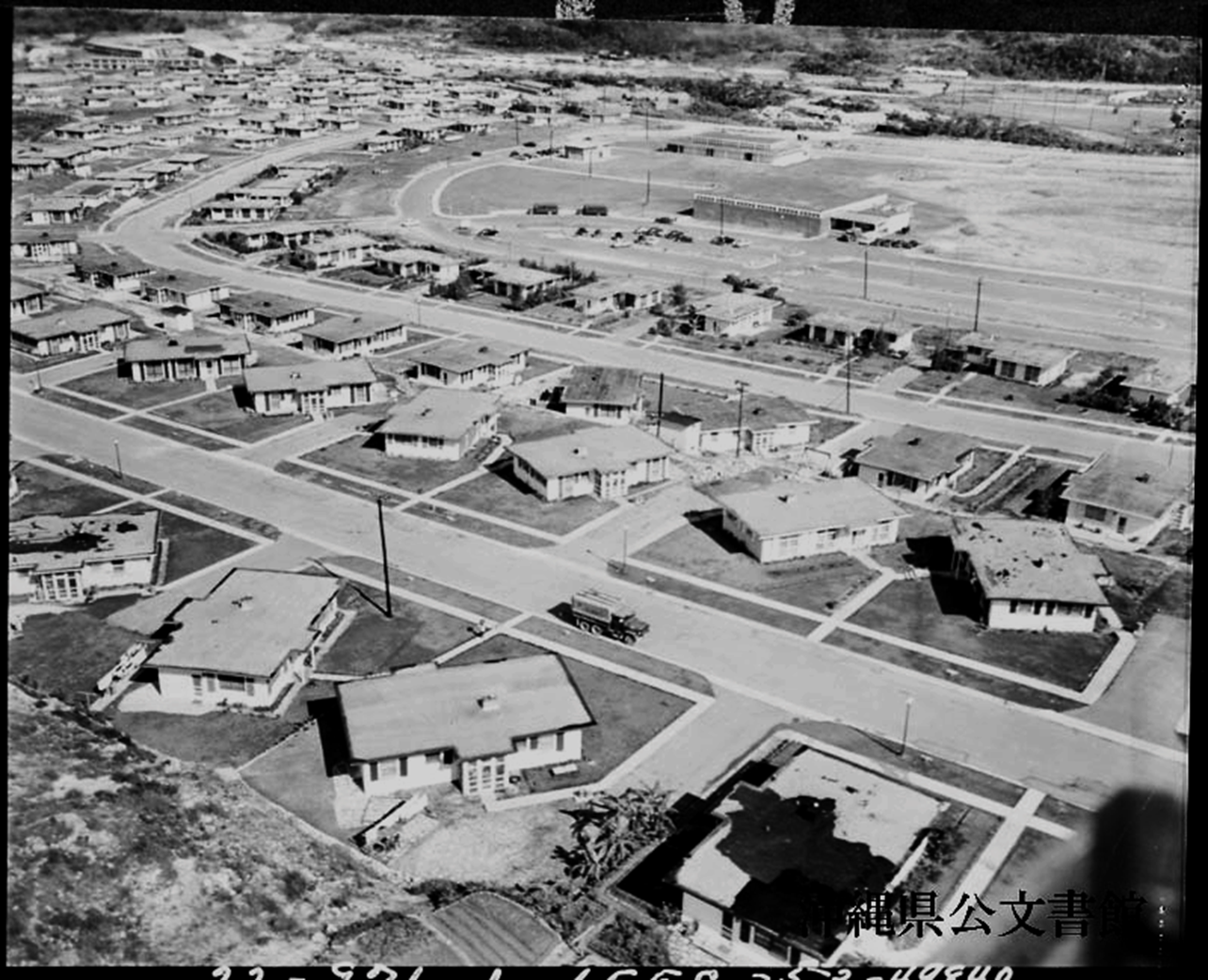
1953年頃のキャンプ瑞慶覧の米軍住宅 (1953年9月)

## 歴史
1975年まで在沖アメリカ陸軍の司令部が置かれていた。「キャンプ瑞慶覧」は陸軍基地時代の呼称であるが、沖縄県内の自治体や報道では現在もこの名称が使用されることが多い。
- 1945年（昭和20年）沖縄戦で軍事占領し、その後も継続使用。
- 1949年（昭和24年）普天満宮の地所を返還、1953年から再建が始まる。
- 1955年（昭和30年）宜野湾村の伊佐浜を銃剣とブルドーザーで強制接収。伊佐浜土地闘争。
- 1972年（昭和47年）キャンプ瑞慶覧（陸軍）とキャンプフォスター（海兵隊）が統合。
- 1975年（昭和50年）機構再編に伴い、陸軍から海兵隊に移管される。名称はキャンプ・フォスターに統一。
- 2015年（平成27年）西普天間住宅地区約51ヘクタールが返還される。
- 2020年（令和2年）史跡「北谷城」が大部分を占める施設技術部地区内の倉庫地区の一部、約11ヘクタールが返還される[7]。

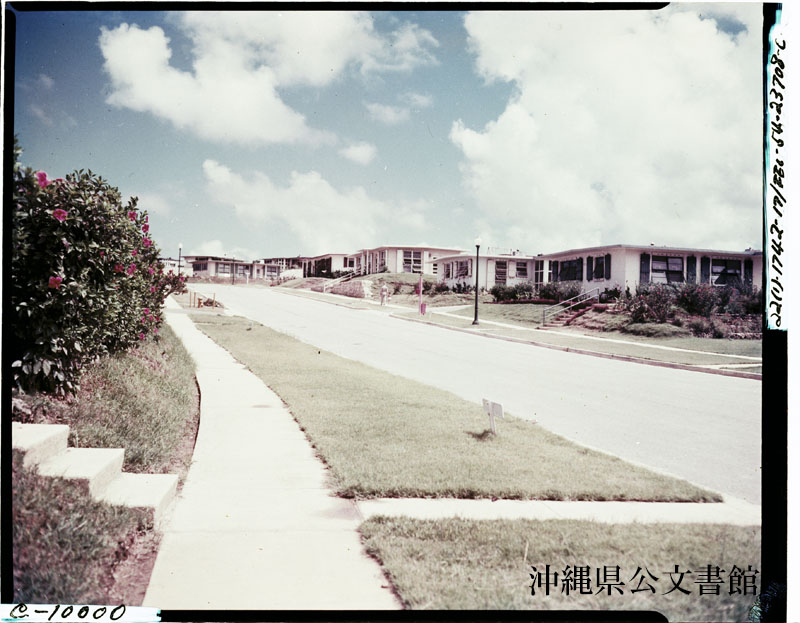
下士官のための住宅地区 (U.S. Army, 1954)

## 地理
沖縄本島中部の中央に位置し、北谷町、北中城村、宜野湾市、沖縄市、うるま市にまたがった広大な面積を有する。県で7番目に大きな米軍施設である。

### 北中城村
琉球米軍司令部（英語: Ryukyu Command Headquarters）
- 1945年（昭和20年）4月13日頃 - 米国軍政府が読谷から北中城村島袋に移る。
- 2010年（平成22年）7月31日 - 泡瀬ゴルフ場（約4680千m2）が返還。
- 2015年（平成27年）4月25日 - イオンモール沖縄ライカムがオープン。
- 2018年（平成30年）3月8日 - 議会で可決。沖縄県北中城村字ライカムの住所が誕生[8]。

### 返還計画
- 2015年（平成27年）3月31日 - 宜野湾市西普天間住宅地区（51ヘクタール）返還[9]。
- 2023年以降に北谷町インダストリアル・コリドー地区（62ヘクタール）、北中城村ロウワー・プラザ地区（23ヘクタール）返還予定[10]。
- 2024年以降に喜舎場住宅地区（5ヘクタール）の一部返還予定。

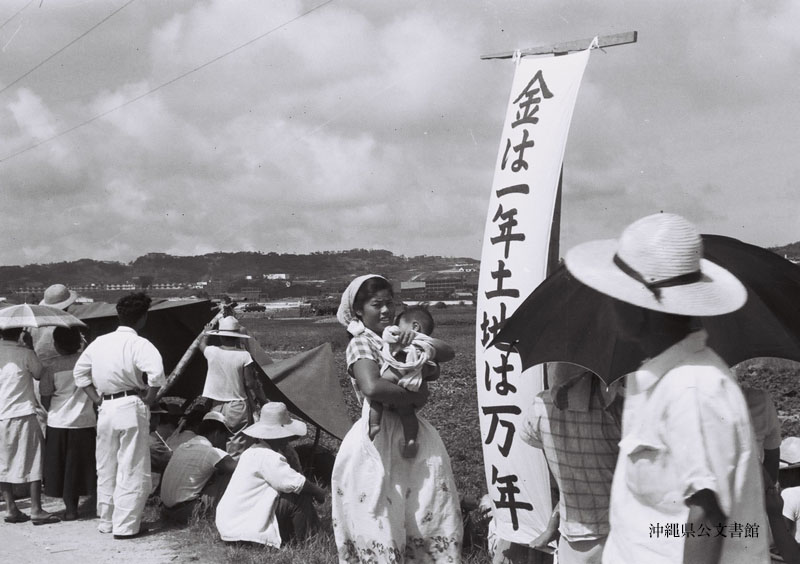
米軍による土地の強制接収に抵抗する人々。宜野湾伊佐浜 「金は一年土地は万年」の幟 (1955年7月)

## 伊佐浜の強制接収
沖縄戦後、主に中南部の土地を軍用地として継続占領していた米軍は、さらに軍用地を拡張するため、1953年4月に「土地収用令」を公布した。翌年1954年4月、米軍は「沖縄有数の美田」といわれた宜野湾市伊佐浜の土地に、水稲の植付を禁止し、12月、米軍は宜野湾村伊佐浜の住民へ立ち退きを勧告した。住民は粘り強く座り込みで反対したにもかかわらず、ブルドーザーで家屋を破壊しながら (「銃剣とブルドーザー」)、13万坪の土地を強制接収した。

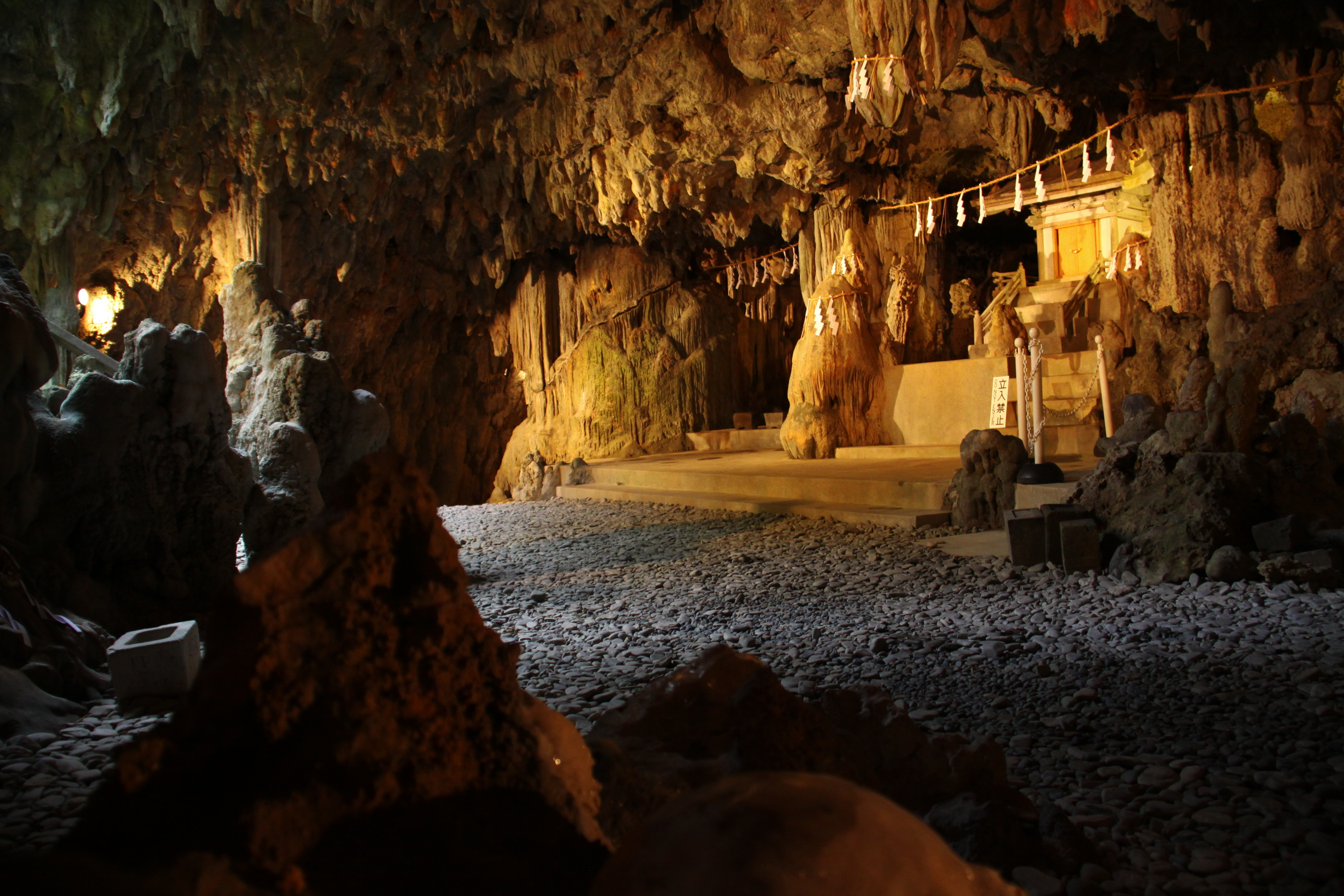
普天満宮と普天満宮洞穴の奥宮は1949年に返還された。

## 返還への道のり

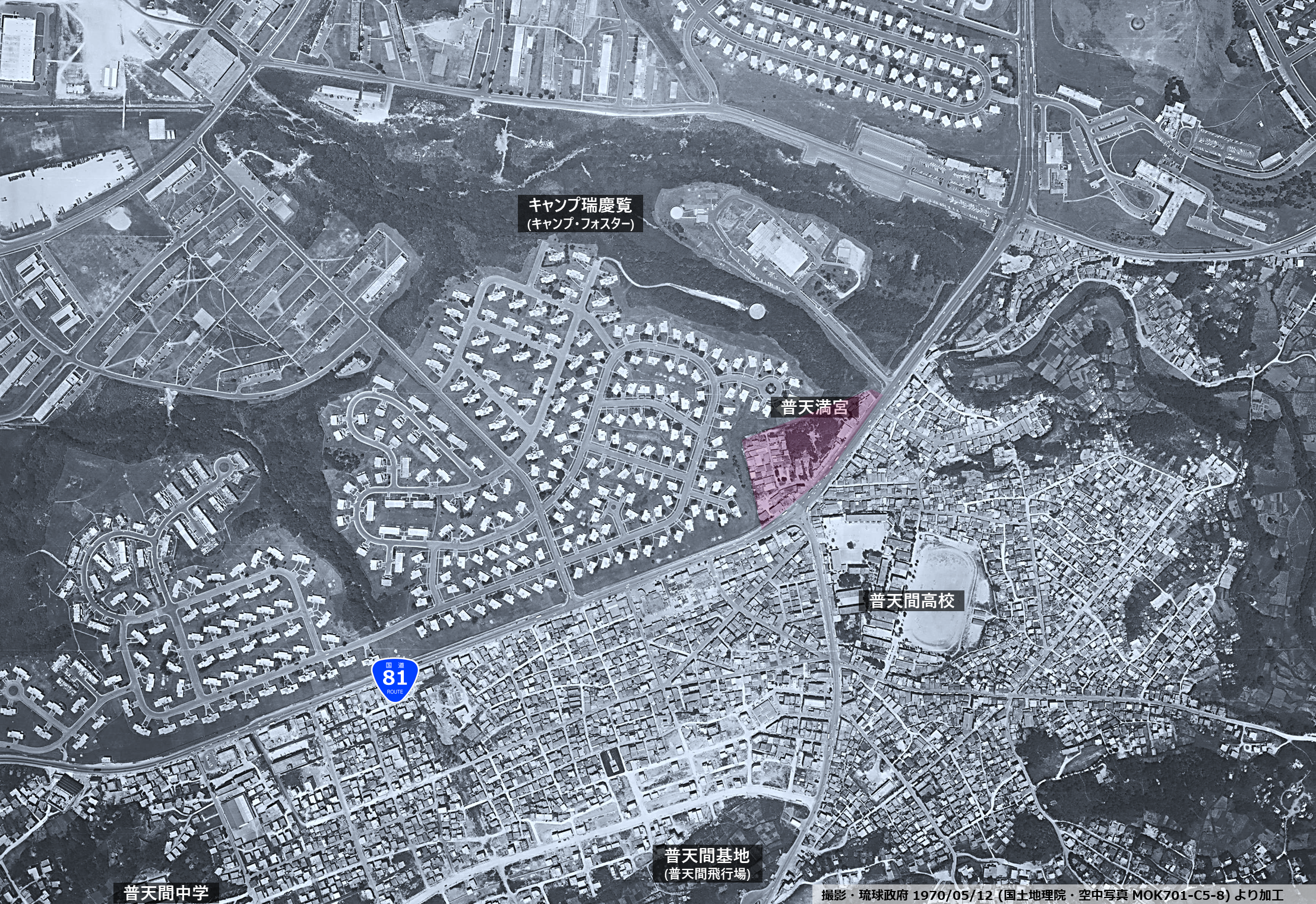
米軍基地キャンプ瑞慶覧 の一画に位置する普天満宮 (1970年の空中写真)

北谷町は米軍の上陸地点となり、沖縄戦から現在に至るまで町土の大部分を米軍用地に接収された。現在も町面積の約54%が専有され、住居区域も大きく東西に分断されていた。そのため西海岸一帯の米軍基地の返還は、町の悲願であった。まず最初に1981年に西海岸地域の細長い地所 ハンビー飛行場(北前) とメイモスカラー射撃場 (桑江) の返還が実現した。

### 普天満宮
沖縄戦後で普天満宮と普天満宮洞穴が基地の一部となっていたが、1949年、米軍から敷地が開放される。1953年にハワイの県人会および県内外からの支援で本殿や社務所の再建が始まる。

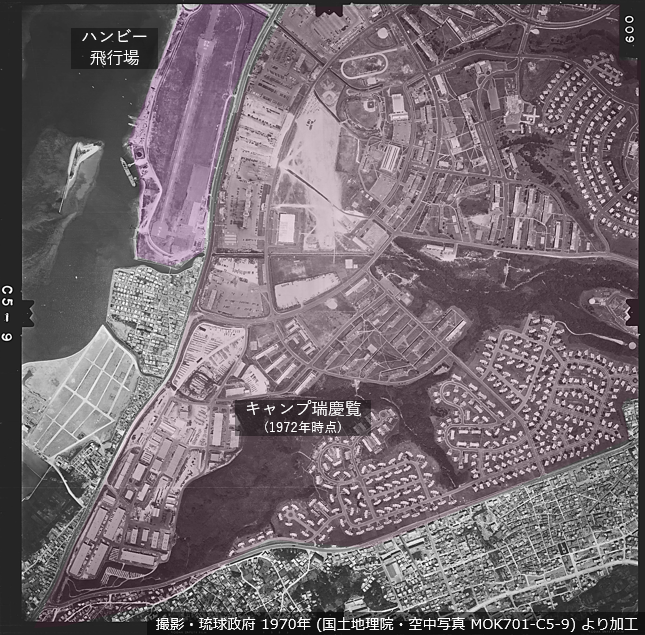
現在はハンビータウンとして都市開発が進む、かつてのハンビー飛行場 (1970年)

- 返還: 1947年

### ハンビー飛行場
ハンビー飛行場 (Hamby Airfield) は小飛行場の一つとして現在のキャンプ瑞慶覧から合衆国一号線 (現・国道58号線) から西海岸までの細長い地域に構築された。
- 場所: 北谷町北前
- 返還面積: 382,000㎡
- 返還: 1981年[13]

返還跡地は北前地区土地区画整理事業 (1983-1990) が実施され、アラハ海浜公園などの公共施設や、サンエーハンビータウンなど大規模商業施設などが建設された。返還による経済波及効果は1991年から2002年までの12年間で1726億円。固定資産税は357万円から2億8600万円と81倍に増大。返還前の100人から2000人の雇用創出となった。

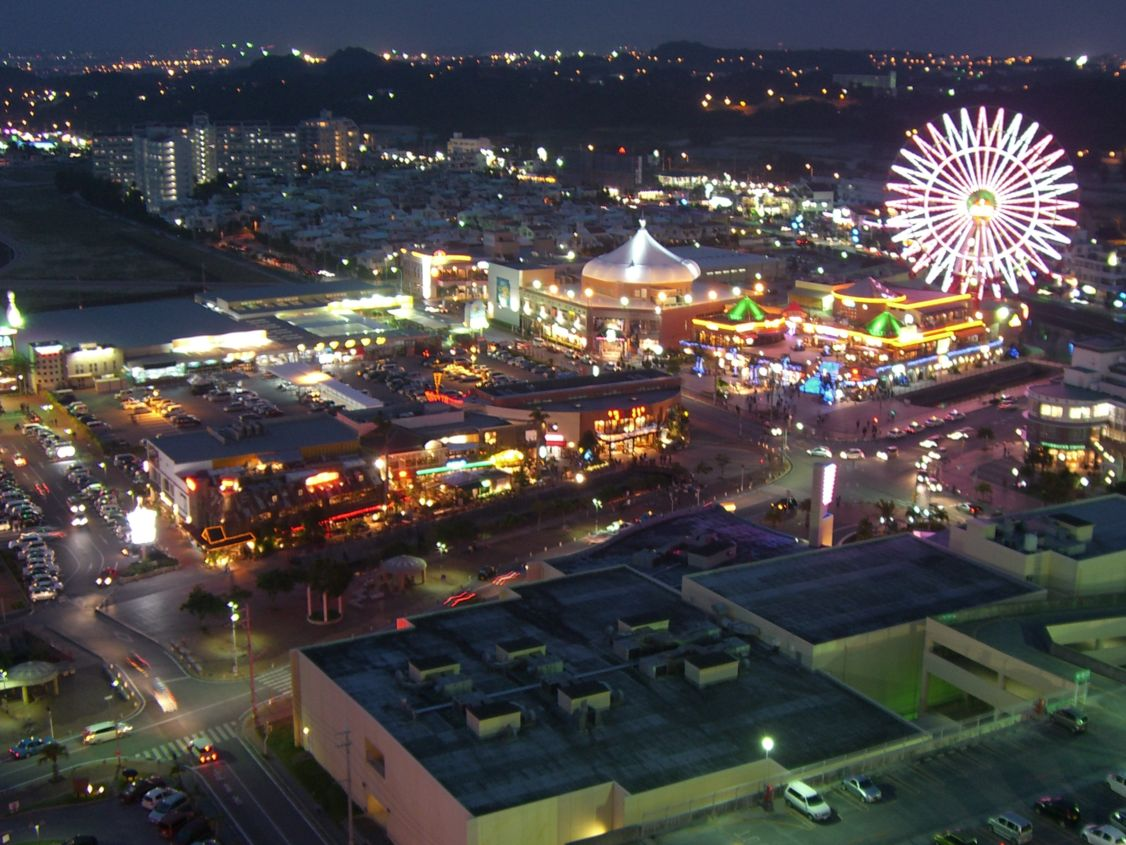
美浜タウンリゾート・アメリカンビレッジ

### メイモスカラー射撃場

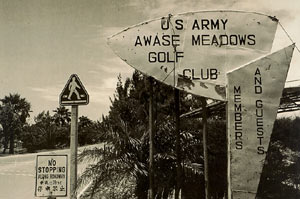
アメリカ陸軍泡瀬メドウズゴルフ場は1946年に設立された。

1981年にハンビー飛行場と同時にメイモスカラー射撃場が返還された。キャンプ桑江の西側の国道58号線をはさんだ非常に細長い地域である。
- 返還面積: 22.9ha
- 返還: 1981年

23億円かけて土地区画整理事業を進め、商業施設を中心とした都市計画で、1996年から2002年の7年間で経済波及効果は402億円。固定資産税だけでも192万円から1億8500万円と56倍に増大した。町が主導となり、西側の美浜地区埋立て整備を行い、「美浜タウンリゾート・アメリカンビレッジ」が建設され、その後、北谷町フィッシャリーナ整備事業も進めた。

2002年1月29日、メイモスカラー射撃場跡の店舗拡張工事現場で地中から大量のドラム缶が発見された。腐食したドラム缶からはタール状の油が流れていた。ジャーナリスト、ジョン・ミッチェルの取材で、ある退役軍人が枯れ葉剤エージェントオレンジをハンビー飛行場に埋めたことを証言した。1969年、沖縄から南ベトナムへ向かう米軍の輸送船が那覇近くで座礁し、回収したドラム缶が埋められるのを目撃したという。

### 泡瀬ゴルフ場

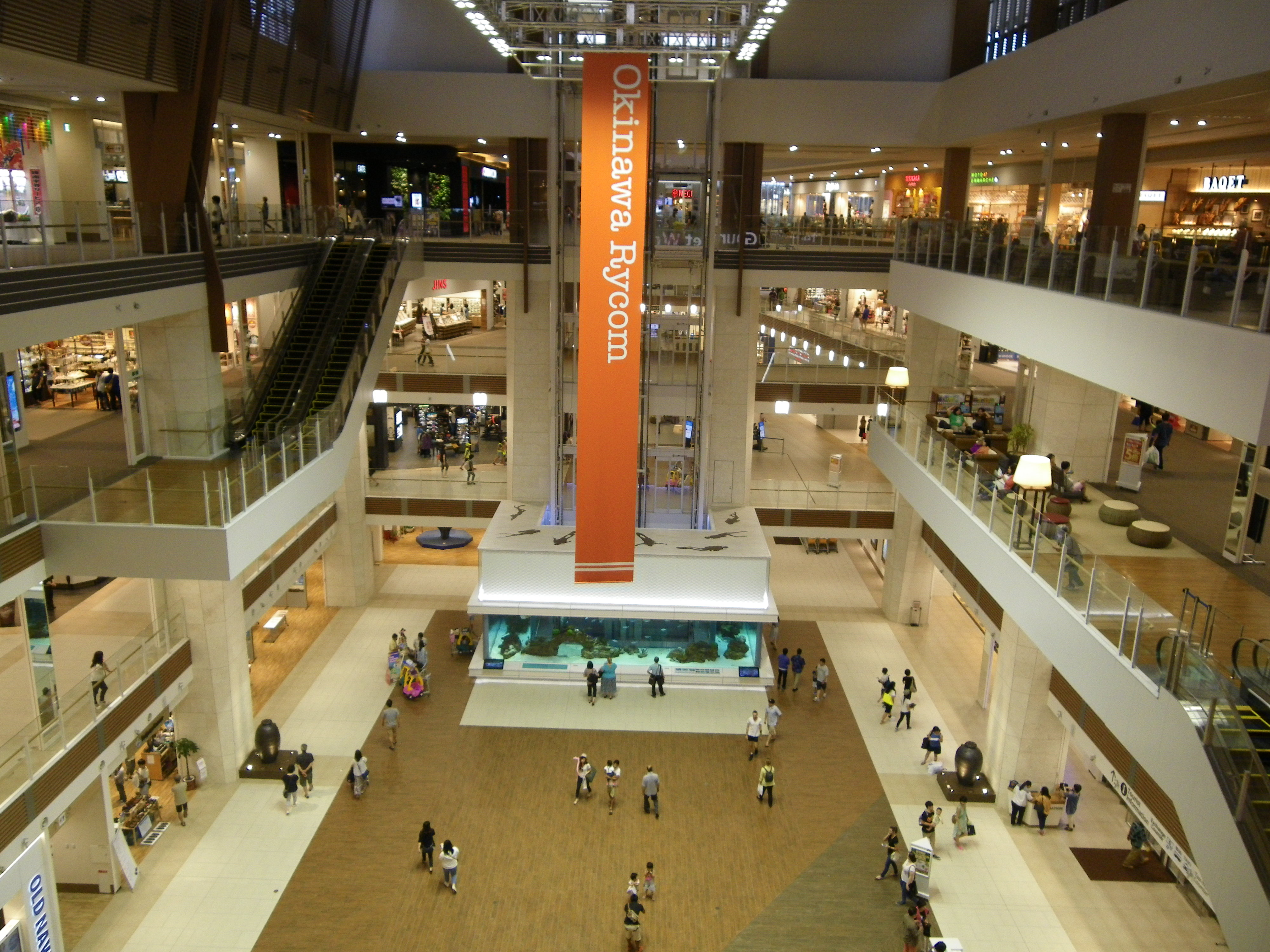
イオンモール沖縄ライカムとフロアの巨大水槽

- 場所: 中城村（字比嘉、字仲順、字屋宜原）
- 面積: 47.85ha
- 歴史: 沖縄戦の戦時占領から継続使用
- 返還条件: 新しいゴルフ場を旧東恩納弾薬庫に作り提供すること
- 返還: 2010年7月31日

キャンプ瑞慶覧の東端 (北中城村側) に、泡瀬ゴルフ場という在日米軍専用のゴルフ場 (4680,000m2) があった。(他に米軍ゴルフ場は嘉手納基地のバニアンツリーゴルフ場と知花ゴルフ場がある。) 1946年に沖縄初の米陸軍ゴルフ場としてスタートした泡瀬メドウズゴルフ場 (泡瀬ゴルフ場) は、1948年にはサンドグリーンの9ホールのコースを完成させていた。さらに18ホールの拡張計画のためにコザ市近郊の土地の接収計画が発表されると、良質な農地を奪われることに対して土地の元所有者から激しい抵抗がおこり、米軍は、小さいながら自立した農家として生きるよりも、近隣に駐屯する米軍にキャディーやバーテンダーとしてお金を稼ぐ方が充足できるはずだと安易に考えていた米軍を驚かせた。1953年には、米陸軍はコースを18ホールに拡大し、国際的なゴルフコンペも開かれるようになった。1960年には砂から芝生のコースになった。1976年には米海兵隊が管理を引き継いだ。複数の大規模なトーナメントが開催され、また地元では米軍関係者や米軍の許可を受けた者のみが使用できるという「特権」制であった。
1988年4月、西銘順治知事が広大な敷地を占有するゴルフ場の返還を要請し、1996年3月、日米合同委員会で「返還」が合意される。それは嘉手納弾薬庫地区の東側に日本側が新しい土地と新設ゴルフ場を提供するという「条件つきの返還」であった。日本側が海兵隊に提供する新しいゴルフ場は、嘉手納弾薬庫地区の旧東恩納弾薬庫で、海兵隊によると。泡瀬ゴルフ場は5,765 ヤードで110エーカーであったが、日本が米軍に提供する新設のゴルフ場は6,800ヤードで247エーカーという格段のグレードアップで、海兵隊 HP は Taiyo Golf Club を、泡瀬ゴルフ場より「何光年も先をいく」ゴルフ場と呼んでいる。
泡瀬よりもグリーンは75%も広くなり、二階建てのカジノ併設のクラブハウスや練習場も建てられた。2009年9月に完成し提供された。Taiyo Golf Course のプレートには「この施設は受入国負担事業として日本政府が建設し、アメリカ合衆国に提供するものである」と記されている。
|          | 泡瀬ゴルフ場の返還と Taiyo Golf Club の提供 | 泡瀬ゴルフ場の返還と Taiyo Golf Club の提供 | 泡瀬ゴルフ場の返還と Taiyo Golf Club の提供 | 泡瀬ゴルフ場の返還と Taiyo Golf Club の提供 | 泡瀬ゴルフ場の返還と Taiyo Golf Club の提供 |
| -------- | ------------------------------------------- | ------------------------------------------- | ------------------------------------------- | ------------------------------------------- | ------------------------------------------- |
| 返還地   | 泡瀬ゴルフ場                                | キャンプ瑞慶覧                              | 5,765ヤード                                 | 110エーカー                                 | 2010年に返還                                |
| 代替施設 | 太陽ゴルフ場                                | 嘉手納弾薬庫地区                            | 6,800ヤード                                 | 247エーカー                                 | 2009年に提供                                |

2010年7月31日には泡瀬ゴルフ場が返還され、2015年、その返還地の半分を占める五階建ての多機能複合型ショッピングモール「イオンモール沖縄ライカム」がスタートし2016年には中部徳洲会病院が開院された。

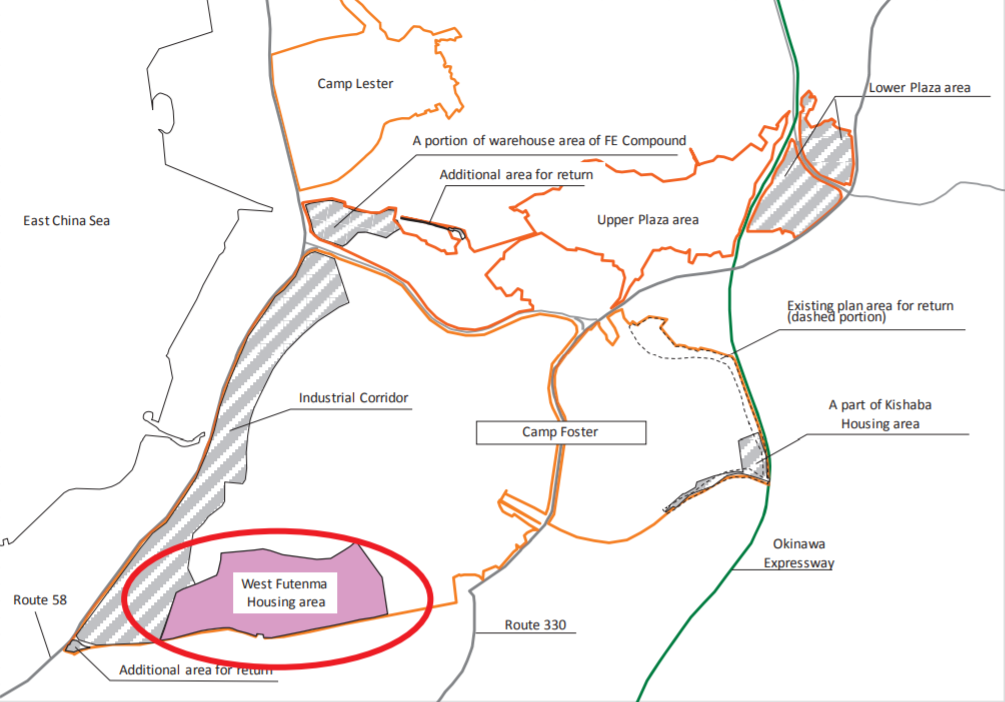
西普天間住宅地区は2015年に返還された。

### 西普天間住宅地区
- 面積: 50.8ha
- 返還: 2015年3月31日

1996年12月の「沖縄に関する特別行動委員会」SACO最終報告において、宜野湾市部分のキャンプ瑞慶覧、つまり西普天間住宅地区は、2007年度末を目途に返還することが合意された。宜野湾市と地権者は跡地利用の準備を開始し、2003年に「まちづくり計画」を策定したが、実際には返還されなかった。
2013年に日米政府が公表した「沖縄における在日米軍施設・区域に関する統合計画」(日本版は仮訳) において、西普天間住宅地区は、2014年かまたはその後に返還されることが示された。同年、県と市と琉球大学が跡地を国際医療拠点とする新案を発表し、また普天間高校の移設や住宅地開発案をもりこんだ新案を発表した。
2014年から2015年まで基地内埋蔵文化財の予備調査が行われ、米軍基地建設の際の造成で多く削平されているものの、新城上殿遺跡、新城大道原遺跡など8つの遺跡が特定された。かつての拝所であるウィーヌトゥンやシチャヌトゥンについては確認できず、米軍による造成工事等により消失したものと思われる。
2015年3月、西普天間住宅地区 (約50.8ha) が返還され、不発弾探査や建物の除去などの支障除去措置が完了し、2018年3月31日に土地所有者等へ引き渡された。
2018年、この土地整備の過程で基地の下から100年前の普天間宮から伊佐方面に続く「普天間旧道跡」が姿を現した。道幅が4.5メートルもあるまっすぐに伸びた石灰岩の道で、宜野湾市史には、1915年に道路改修工事の入札公告が出されたことが記されている。沖縄戦の破壊を免れ、米軍に接収される前の当時の繁栄を今に伝える重要な遺構であり、跡地開発では住宅と道路ゾーンに指定されているが、遺構の保存を望む声は大きい。

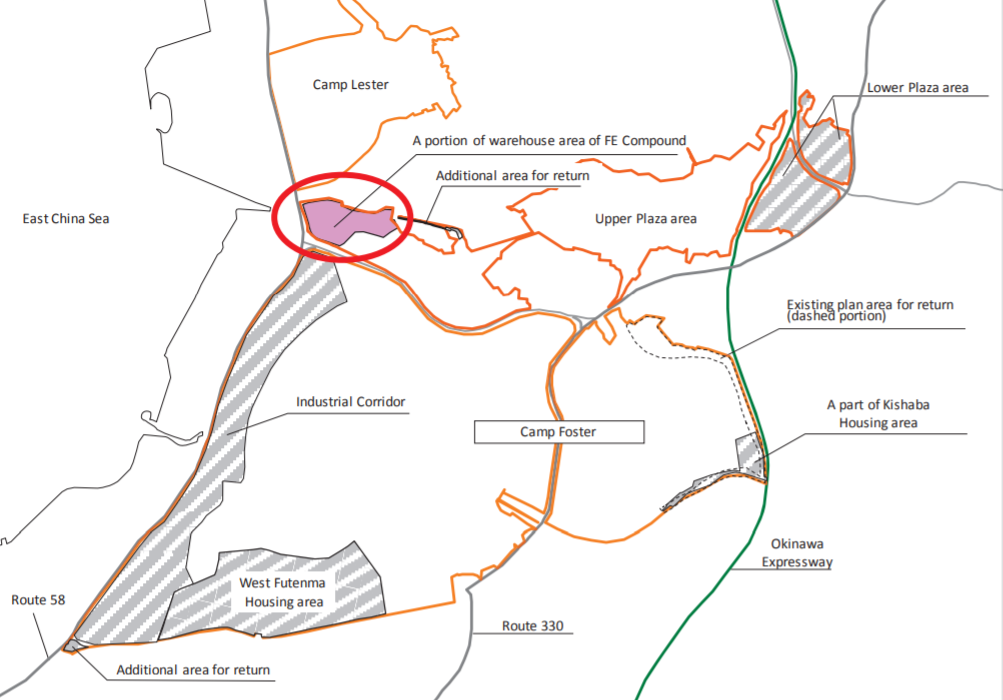
約10haのキャンプ瑞慶覧区倉庫地区の一部の返還は2020年に完了した。

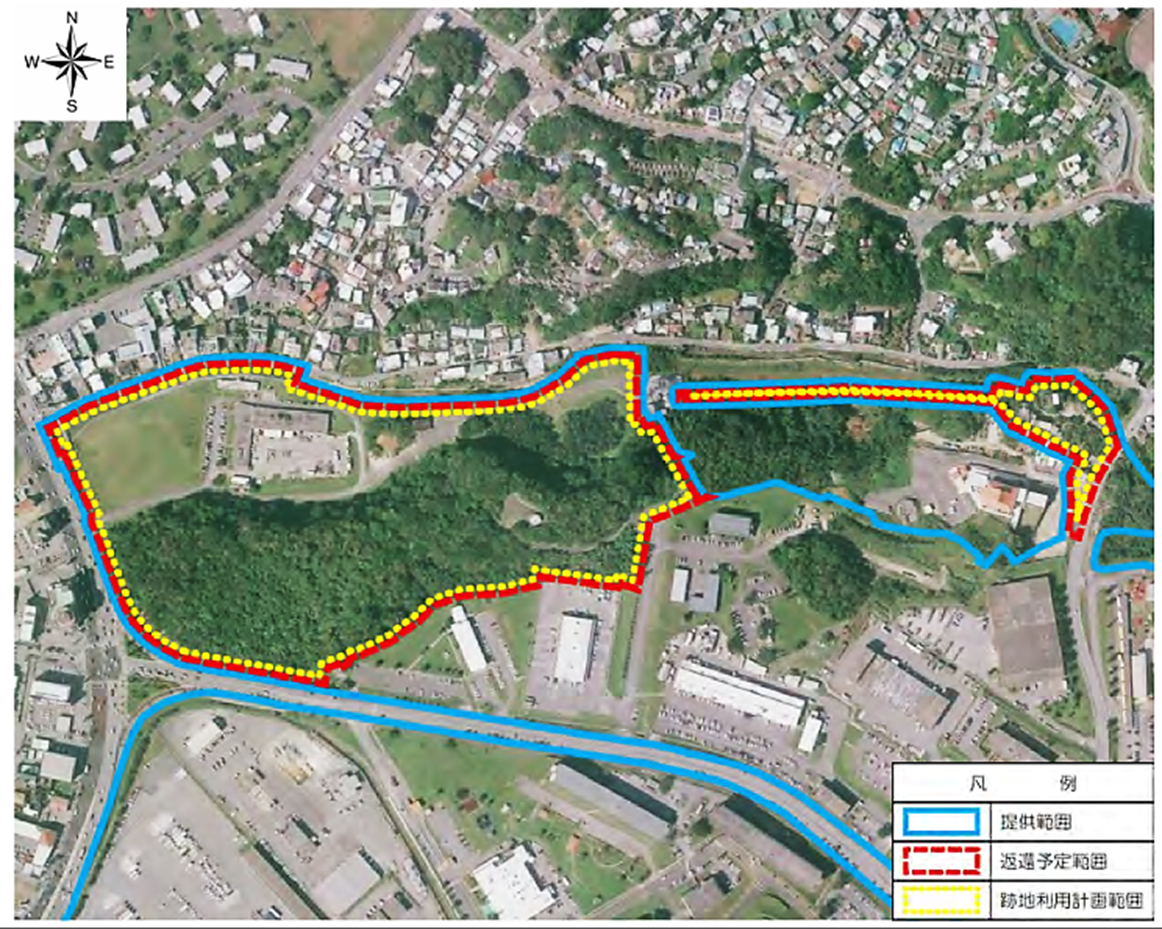
史跡・北谷城が面積の6割を占める米軍の施設技術部地区。

### 施設技術部地区の一部
- 区域: 約10ha + 白比川沿岸区域 約0.4ha

- 返還条件: 海兵隊コミュニティサービス (MCSS) の庁舎（管理事務所、整備工場、倉庫等）のキャンプ・ハンセンへの移設
- 返還予定: 2019年度あるいはそれ以降
- 返還完了: 2020年3月31日

2012年4月27日SCC共同発表の時点では含まれていなかった白比川沿岸区域も追加されての返還区域となった。海兵隊の福利厚生業務を行う MCSS 庁舎の移設が完了し、2020年3月31日に返還されることが決まった。この10haのうち6haを北谷城の遺構が占めている。北谷城は首里城跡、今帰仁城跡、糸数城跡、南山城跡に次ぐ大きさのグスクとみられており、町は国指定史跡を目指している。

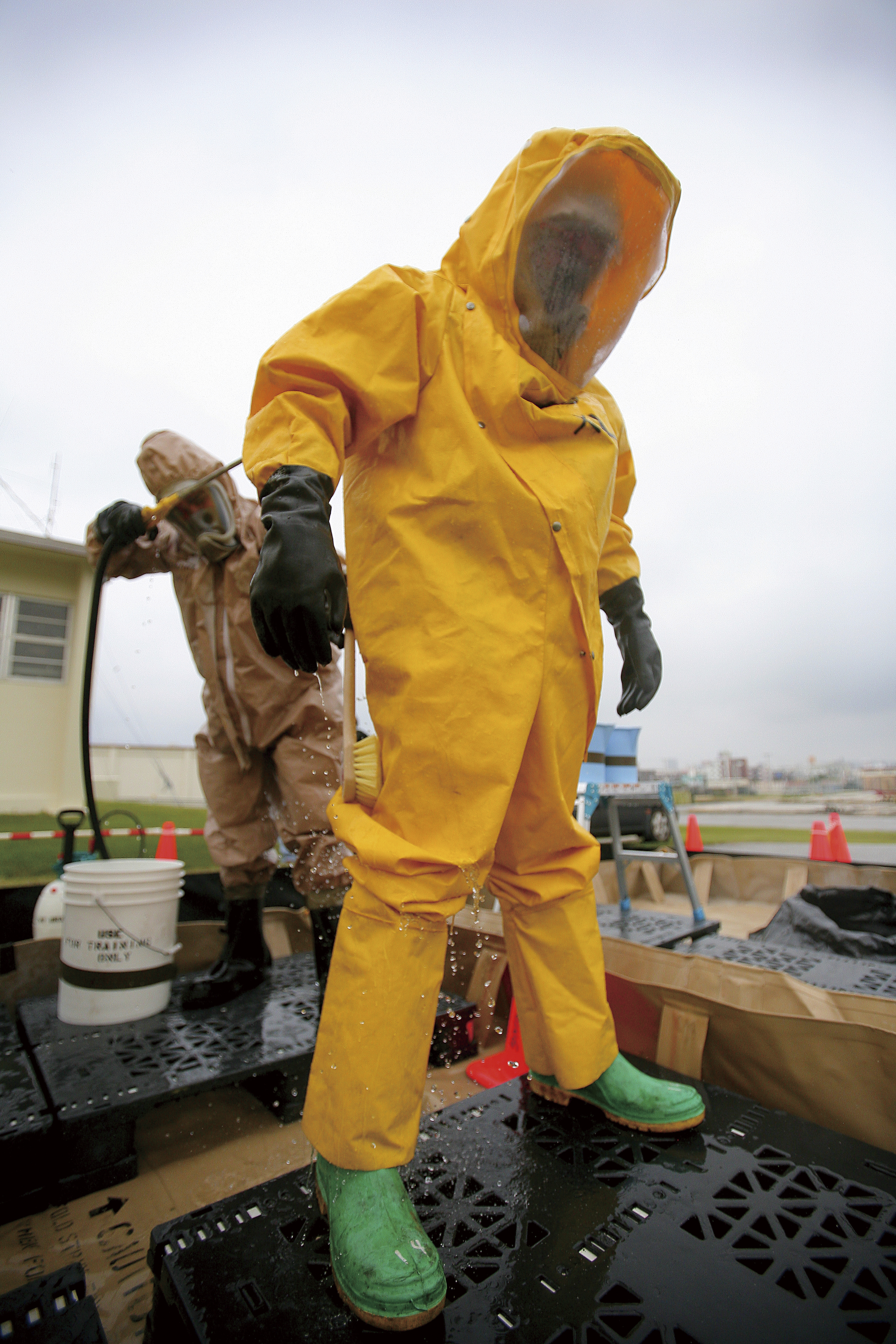
キャンプ瑞慶覧で危険物緊急対応訓練に参加した後、除染を受ける海兵隊員

### ロウワー・プラザ住宅地区
- 区域： 約23ha

- 返還条件：キャンプ瑞慶覧内に新たに102戸の住宅を日本側の負担による建設
- 返還予定：2024年度又はその後

2024年3月5日、木原稔防衛大臣は会見でロウワー・プラザ住宅地区を今月31日から緑地広場として日米で共同利用を開始する、と発表した。この時点で住宅の建設工事は完了しておらず、緑地広場はアメリカ軍に提供された区域としての地位を残したままの共同利用となる。

## キャンプ瑞慶覧の毒物汚染問題
過去から近年まで油の流出事故が数知れず起こっている。次にあげるのは主なもの。
- 1974年9月24日、基地内で散布された殺虫剤ダースバーンが、降雨により排水溝から海へ流出し、北谷町沿岸を汚染するとともに多量の死魚が浮いた。1975年9月12日の米公文書館の記録では極めて毒性の高いものであったとある（NARA所蔵）。
- 2002年1月29日、1981年12月に返還となったキャンプ瑞慶覧メイ/モスカラ射撃場跡地の建設工事現場の土中から、多量のタール状物質が入ったドラム缶とタール状物質の流出がみつかった。
- 2014年、海軍病院関連施設の移設工事区域で、地中から腐食したドラム缶12本が見つかった[31][32]。
- 2018年、西普天間住宅地区でアスベストや環境基準を超える鉛、油などが確認され、65億円のクリーンアップ費用がかかると見積もられた[33]。